# Маккрам, Роберт
Роберт Маккрам (англ. John Robert McCrum; род. 1953) — британский писатель и журналист, редактор, внук Уильяма Маккрама.

## Биография
Родился 7 июля 1953 года в семье Michael William McCrum, учёного-историка, удостоенного ордена Британской империи.
Обучался в школе Sherborne School, кембриджском колледже Corpus Christi College и Пенсильванском университете, где был удостоен премии Thouron Award.
Работал редакционным директором издательства Faber & Faber с 1979 по 1989 годы и там же главным редактором с 1990 по 1996 годы. Затем был литературным редактором газеты The Observer, где в мае 2008 года был назначен заместителем редактора.
Роберт Маккрам является соавтором книги The Story of English (совместно с Робертом Макнилом и William Cran), удостоенной прайм-таймовой премии «Эмми».
В 2011 году он получил почетную докторскую степень университета Heriot-Watt University.
В 1995 году Маккрам перенёс обширный инсульт, о восстановлении от которого он написал хронику My Year Off: Recovering Life After a Stroke. Он стал покровителем английской благотворительный организации, которая предоставляет информацию и поддержку для людей, выживших после инсульта.
Был женат на американской журналистке Sarah Lyall, работавшей в Лондоне для The New York Times с 1995 по 2013 годы. Вернувшись в Нью-Йорк с двумя дочерями в 2013 году, она поддерживает с мужем трансатлантическое общение.